# Lepturges figuratus
Lepturges figuratus là một loài bọ cánh cứng thuộc họ Cerambycidae.